# Norcineria

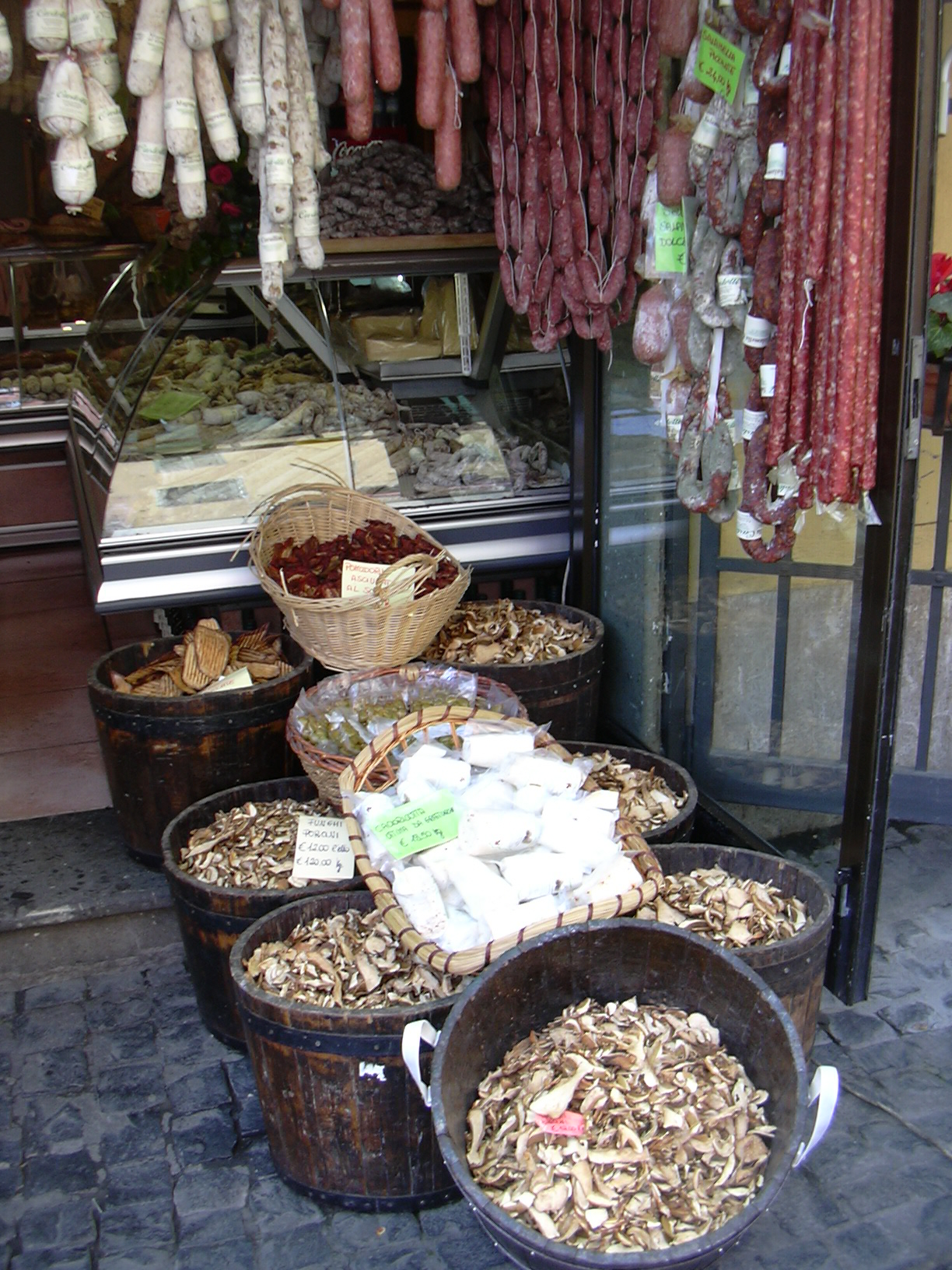
Norcineria a Nemi

La norcineria è un locale destinato esclusivamente alla lavorazione e vendita di carne suina. Questi locali si trovano soprattutto in Umbria, Toscana, Marche e Lazio, mentre nel resto d'Italia il termine è spesso usato per indicare una salumeria e/o macelleria specializzata in prodotti tipici del suino.

## Descrizione
La parola norcineria può indicare anche l'arte della lavorazione delle carni suine da parte del norcino e l'insieme delle tecniche connesse e deriva dalla città di Norcia, in provincia di Perugia, nota proprio per questa attività.
I prodotti suini tipici di Norcia trovano la loro peculiarità nelle tecniche di produzione, assolutamente tradizionali. Uno fra i prodotti più celebri è il prosciutto di Norcia, premiato con il riconoscimento del marchio IGP già nel 1998.